# Girls (песня Тины Тёрнер)
«Girls» (с англ. — «Девушки») — песня, записанная американской певицей Тиной Тёрнер для её шестого сольного студийного альбома Break Every Rule 1986 года. Песня была написана Дэвидом Боуи и Эрдалом Кызылчаем и спродюсирована Терри Бриттеном. На барабанах — Фил Коллинз.
Песня была выпущена в качестве сингла только в Европе. Она достигла первой двадцатки чарта Нидерландов. В качестве бисайда использовалась кавер-версия песни Эла Грина «Take Me to the River». Тина исполнила песню вживую во время своего тура Break Every Rule, концертная версия доступна на альбоме Live in Europe 1988 года.

## Музыкальное видео
В музыкальном видео Тина сидит на диване, установленном на большой круглой платформе. Пока она держит микрофон и исполняет песню, несколько женщин-моделей (в том числе молодая Наоми Кэмпбелл) медленно подходят к Тине и садятся рядом с ней. В конце камера уменьшает масштаб и показывает всю сцену. Видео доступно только на домашнем видео Break Every Rule в качестве бонуса.

## Список композиций
7"-сингл
A. «Girls» — 4:54
B1. «Take Me to the River» (Extended Version) — 4:03
12"-сингл
A. «Girls» — 4:54
B1. «Take Me to the River» (Extended Version) — 4:03
B2. «What You Get Is What You See» (Extended Rock Mix) — 5:55

## Чарты
| Чарт (1987)                 | Высшая позиция |
| --------------------------- | -------------- |
| Нидерланды (Dutch Top 40)   | 16             |
| Нидерланды (Single Top 100) | 19             |

## Версия Дэвида Боуи
Позже Боуи записал свою собственную версию песни во время сессий Never Let Me Down (1987), включая один трек с вокалом, исполненным на английском, и другой с вокалом, исполненным на японском. Первоначально песня должна была появиться на самом альбоме, но вместо этого обе версии появились в качестве бисайдов для разных форматов сингла «Time Will Crawl» в июне 1987 года; расширенная версия англоязычной версии также появилась в качестве бонус-трека на переиздании альбома Never Let Me Down 1995 года, а позже на бокс-сете Loving the Alien (1983–1988).